# Тьонвиль
Тьонви́ль (фр. Thionville [tjɔ̃vil], люкс. Diddenuewen, нем. Diedenhofenо файле — Диденхофен) — коммуна на северо-востоке Франции, в регионе Гранд-Эст (бывший Эльзас — Шампань — Арденны — Лотарингия), департамент Мозель. Пристань на реке Мозель, железнодорожный узел. Центр одного из главных железорудных и металлургических районов (Мец — Тионвиль) Лотарингии. Металлургия, машиностроение и металлообработка, химическая промышленность.
Площадь города составляет 49,86 км². Численность населения — 41 325 человек (на 2012 год).
Впервые упоминается в 753 году под названием Вилла Теодона (от этого имени произошло современное название города). В германских источниках упоминается под названием Диденхофен. При франкских императорах Карле Великом и Людовике Благочестивом является одной из императорских вилл. Здесь проходят заседания многих государственных сеймов Франкского государства и несколько церковных синодов.
В 1870 году, в ходе франко-прусской войны, город подвергся длительной осаде немецкими войсками и 24 ноября 1870 года капитулировал.

## Персоналии
- Исидор Дидион (1798—1878) — французский генерал, математик, военный писатель.